# 王瓊 (崇明縣知縣)
王琼，明朝政治人物。

## 生平
1465年接替宋兑任崇明县知县一职，1465年由王钟接任。